# Liste der Erzbischöfe von Lima
Die folgenden Personen waren Erzbischöfe von Lima (Peru):
1. Jerónimo de Loayza, OP (1541–1575), ab 1546 erster Erzbischof, ab 1572 erster "Primas von Peru"
2. Diego Gómez de Lamadrid, OSsT (1577–1578) (auch Erzbischof von Badajoz)
3. St. Toribio Alfonso de Mogrovejo (1579–1606)
4. Bartolomé Lobo Guerrero (1607–1622)
5. Gonzalo López de Ocampo (1623–1627)
6. Hernando de Arias y Ugarte (1630–1638)
7. Pedro de Villagómez Vivanco (1640–1671)
8. Juan de Almoguera, OSsT (1674–1676)
9. Melchor de Liñán y Cisneros (1677–1708)
10. Antonio de Zuloaga (1714–1722)
11. Diego Morcillo Rubio de Suñón de Robledo, OSsT (1723–1730)
12. Juan Francisco Antonio de Escandón, CR (1732–1739)
13. José Antonio Gutiérrez y Ceballos (1740–1745)
14. Agustín Rodríguez Delgado (1746)
15. Pedro Antonio de Barroeta y Ángel (1748–1757) (auch Erzbischof von Granada)
16. Diego del Corro (1758–1761)
17. Diego Antonio de Parada (1762–1779)
18. Juan Domingo González de la Reguera (1780–1805)
19. Bartolomé María de las Heras Navarro (1806–1823)
20. Jorge de Benavente (1834–1839)
21. Francisco de Sales Arrieta (1840–1843)
22. Francisco Luna Pizarro (1845–1855)
23. José Manuel Pasquel Losada (1855–1857)
24. José Sebastián Goyeneche Barreda (1859–1872)
25. Manuel Teodoro del Valle Seoane (1872)
26. Manuel Antonio Bandini (1889–1898)
27. Manuel Tovar y Chamorro (1898–1907)
28. Pietro Emmanuele García Naranjó (1907–1917)
29. Emilio Francisco Lissón y Chávez, CM (1918–1931)
30. Pedro Pascual Francesco Farfán (1933–1945)
31. Juan Gualberto Guevara (1945–1954)
32. Juan Landázuri Ricketts, OFM (1955–1989)
33. Augusto Vargas Alzamora, SJ (1989–1999)
34. Juan Luis Cipriani Thorne (1999–2019)
35. Carlos Castillo Mattasoglio (seit 2019)